# Raven Rockette
Raven Rockette (Los Ángeles, California; 20 de junio de 1994) es una actriz pornográfica y una luchadora profesional de la Women's Extreme Wrestling estadounidense.

## Biografía
Nació en la ciudad de Los Ángeles en el seno de una familia latina. Se crio en Las Vegas (Nevada). Entró en la industria pornográfica en 2012, con 18 años, habiendo rodado escenas para diversas productoras como Filly Films, Hustler, Sweetheart Video, Elegant Angel, FTV Girls, Digital Desire, Vivid, Girlfriends Films, Kink.com, Kick Ass o Naughty America.
Gran parte de las películas que ha rodado hasta la fecha son de temática lésbica, destacando Angels and Devils, A Girls Tale, A Mother Daughter Thing 3, Hard and Fast o Tribbing To Ecstasy 2 entre otras.
Además de su faceta como actriz porno, Rockette también es una luchadora profesional de la Women's Extreme Wrestling, donde ha participado en torneos como Ultimate Surrender.
En 2014 consiguió el Premio AVN a la Mejor escena de sexo lésbico en grupo junto a sus compañeras de reparto Gracie Glam y Mia Malkova por Meow! 3.
Retirada en 2018, llegó a grabar más de 130 películas como actriz.

## Premios y nominaciones
| Año  | Ceremonia    | Resultado | Premio                                   | Trabajo                 |
| ---- | ------------ | --------- | ---------------------------------------- | ----------------------- |
| 2013 | Sex Awards   | Nominada  | Estrella debutante más caliente          | —                       |
| 2014 | Premios AVN  | Nominada  | Mejor actriz revelación                  | —                       |
| 2014 | Premios AVN  | Ganadora  | Mejor escena de sexo lésbico en grupo    | Meow! 3                 |
| 2014 | Premios AVN  | Nominada  | Artista lésbica del año                  | —                       |
| 2014 | Premios AVN  | Nominada  | Mejor actriz                             | Gia: Lesbian Supermodel |
| 2015 | Premios AVN  | Nominada  | Artista lésbica del año                  | —                       |
| 2015 | Premios AVN  | Nominada  | Premio fan: Mejores pechos               | —                       |
| 2015 | Premios AVN  | Nominada  | Mejor escena de sexo lésbico             | Lexi Belle Loves Girls  |
| 2015 | Premios XBIZ | Nominada  | Mejor escena de sexo en película lésbica | Lexi Belle Loves Girls  |
| 2015 | Premios XBIZ | Nominada  | Artista lésbica del año                  | —                       |
| 2016 | Premios AVN  | Nominada  | Artista lésbica del año                  | —                       |
| 2016 | Premios AVN  | Nominada  | Premio fan: Mejores pechos               | —                       |
| 2017 | Premios AVN  | Nominada  | Mejor escena de sexo lésbico en grupo    | Lezzz Be Roommates      |